# Salvatore Contorno
Salvatore Contorno, detto Totuccio e Coriolano della Floresta (come l’omonimo personaggio de I Beati Paoli) (Palermo, 28 maggio 1946), è un mafioso e collaboratore di giustizia italiano, ex membro di Cosa nostra.
Affiliato a Cosa nostra nel 1975. Nell'ottobre del 1984, seguendo l'esempio di Tommaso Buscetta, Contorno decise di intraprendere un percorso di collaborazione con la giustizia fornendo informazioni dettagliate sugli affari interni all'associazione mafiosa. Le sue testimonianze furono cruciali nel maxiprocesso contro la mafia siciliana di Palermo e nel processo denominato Pizza connection a New York, negli anni ottanta.

## Biografia

### L'affiliazione
Già ladro di autoradio e poi contrabbandiere di sigarette, negli anni sessanta Totuccio Contorno, ufficialmente di professione macellaio, venne inviato al soggiorno obbligato nella provincia di Venezia, dove organizzò una banda di estorsori che venne sospettata di diversi omicidi e regolamenti di conti nell'ambito della malavita locale (quella che sarà poi definita come "mala del Brenta"). Nel 1975 fu iniziato alla famiglia mafiosa palermitana di Santa Maria di Gesù da Stefano Bontate, allora uno dei membri più influenti della Commissione di Cosa nostra.
Dopo l'ingresso in Cosa nostra, divenne un trafficante di eroina, assieme ai suoi cugini, i fratelli Grado che, dalla Turchia, importavano morfina, che poi veniva raffinata in eroina nei laboratori siciliani. Contorno divenne ben presto un killer della "famiglia" e uno degli uomini fidati di Bontate, fino al suo omicidio. Nel 1979 venne denunciato per il sequestro dell'industriale emiliano Armando Montanari, per cui venne condannato a ventisei anni di carcere. 

### La seconda guerra di mafia
L'omicidio di Stefano Bontate, avvenuto per mano dei corleonesi di Totò Riina nell'aprile del 1981, diede inizio alla seconda guerra di mafia scatenata da questi ultimi contro i palermitani finalizzata allo sterminio degli uomini d'onore della famiglia di Santa Maria di Gesù. Il 26 maggio, i Corleonesi e i loro alleati organizzarono con molti degli alleati di Bontate un incontro per chiarire gli eventi recenti e furono condotti alla villa di Michele Greco, dove quattro furono massacrati. Contorno non partecipò all'incontro, sospettando che ci fosse qualcosa di pericoloso e ciò gli permise di sopravvivere.
Il 25 giugno di quello stesso anno, Contorno sfuggì a uno spettacolare agguato tesogli da un commando omicida capitanato da Pino Greco, detto Scarpuzzedda, e da Giuseppe Lucchese, due dei killer più sanguinari dei Corleonesi. Intercettato nel quartiere palermitano di Brancaccio, sul cavalcavia tra via Ciaculli e via Giafar, grazie al suo proverbiale sangue freddo, Contorno riuscì a uscire incolume ai colpi di kalashnikov, rispondendo al fuoco dei sicari e ferendo uno dei suoi avversari, con esattezza Pino Greco. In macchina casualmente si trovava anche un ragazzino di undici anni amico del figlio di Contorno, che venne spinto fuori dall'abitacolo subito dopo la sparatoria riuscendo così a nascondersi.
Rimasto ferito in maniera lieve, dopo l'attentato Contorno venne curato clandestinamente dal chirurgo Sebastiano Bosio che, il 6 novembre 1981, venne poi ucciso in un attentato mafioso. I Corleonesi decisero allora di attuare la strategia della "terra bruciata" nei confronti di Contorno e dei suoi congiunti, allo scopo di "stanarlo" o, comunque, di privarlo di qualsiasi eventuale supporto logistico: nel giro di poche settimane dopo l'attentato nei suoi confronti, furono assassinati Pietro Mandalà e il padre Francesco, cugini di Contorno, e diversi parenti e amici finirono pure uccisi.
Divenuto uno degli ultimi superstiti della fazione perdente, accerchiato dai nemici e inseguito dalle forze dell'ordine, Contorno decise di allontanarsi da Palermo per riparare prima a Besano (Varese) insieme ai suoi cugini Grado per tentare di riorganizzare le file degli "scappati" insieme al boss Gaetano Badalamenti, e poi a Roma per passare al contrattacco a partire dall'omicidio di Giuseppe Pippo Calò, giudicato dallo stesso Contorno il principale responsabile dell'omicidio di Stefano Bontate.
Per 220 milioni di lire acquistò una villa a Bracciano in cui venne poi arrestato, il 23 marzo 1982. Nel suo nascondiglio, la Polizia rinvenne due auto blindate, due utilitarie, 150 kg di hashish, 2 kg di eroina, armi e pallottole di ogni calibro, 35 milioni di lire di denaro contante e alcuni documenti falsificati. L'arresto, che probabilmente gli salvò la vita, tuttavia non fermò le vendette trasversali contro di lui che proseguirono coinvolgendo molti tra suoi parenti e amici, e addirittura venne vandalizzata la sua lussuosa villa in via Giafar a Brancaccio in segno di sfregio.
Dopo alcuni mesi dietro le sbarre, Contorno cominciò a rivelare informazioni sull'organizzazione mafiosa divenendo una delle fonti confidenziali del Vice Questore Aggiunto della Polizia di Stato Antonino Ninni Cassarà che sviluppò con Contorno un rapporto diretto, coperto dallo pseudonimo di Prima Luce, che fu fondamentale per la stesura del cosiddetto "Rapporto dei 162" che ricostruiva la composizione degli schieramenti mafiosi coinvolti nella seconda guerra di mafia.

### Il maxiprocesso
Durante la prima fase istruttoria del maxiprocesso di Palermo, ai primi di ottobre del 1984, Contorno venne avvertito dal giudice Giovanni Falcone che i corleonesi avevano organizzato un piano per assassinarlo in carcere e perciò chiese di incontrare Tommaso Buscetta presso gli uffici della polizia criminale di Roma, decidendo anche lui di avviare un percorso di collaborazione con Falcone: le sue dichiarazioni costituirono un'ulteriore conferma a quelle di Buscetta e nel giro di pochi giorni produssero altri 127 mandati di cattura e 56 arresti eseguiti tra Palermo, Roma, Bari e Bologna, che colpirono anche noti commercianti, professionisti e aristocratici palermitani.
Grazie alle loro dettagliate confessioni, il giudice Falcone riuscì a ricostruire preziosi riscontri sugli affari interni all'associazione mafiosa che rinforzarono le accuse contro i boss e gli uomini d'onore rinviati a giudizio nell'aula bunker palermitana che vide 475 imputati alla sbarra. Nel dibattimento venne palesata la fitta trama di interessi tra mafia, finanza e politica e le connessioni con le famiglie italo-americane. Quando entrò nell'aula bunker dell'Ucciardone per testimoniare, Contorno, a differenza di Buscetta, venne accolto da fischi e insulti anche durante la sua deposizione, che il collaboratore condusse in stretto dialetto palermitano nonostante le proteste degli avvocati difensori, tanto che la Corte dovette nominare come perito linguistico il professor Santi Correnti per tradurre in italiano la testimonianza.
Iniziato il 10 febbraio del 1986, dopo 22 mesi di dibattimento, il processo che in qualche modo cambiò il volto alla lotta alla mafia, si concluse il 16 dicembre del 1987, con 19 boss condannati all'ergastolo e 342 condanne a pene detentive, infliggendo il primo duro colpo a Cosa nostra. Grazie al suo pentimento, Contorno ricevette uno sconto di pena e fu condannato, per associazione per delinquere e traffico di stupefacenti, a 5 anni e 6 mesi di detenzione.

### Gli altri arresti e un nuovo attentato
Nel 1984 venne estradato negli Stati Uniti dove ricevette dal governo una nuova identità, la cittadinanza statunitense e la libertà vigilata in cambio della testimonianza nel processo "Pizza connection", che si svolse a New York e vide imputati Gaetano Badalamenti e altri mafiosi siculo-americani accusati di traffico di stupefacenti.
Nel dicembre del 1988 fece scalpore l'intervista da lui concessa al giornalista Enzo Iacopino del TG1, in cui lanciava velate e inquietanti accuse sui rapporti tra Cosa nostra, magistratura e politica. Nonostante fosse sottoposto a programma di protezione negli Stati Uniti, nel novembre dello stesso anno Contorno aveva fatto segretamente ritorno a Palermo. Per un periodo venne ospitato in un residence nei pressi di Castellammare del Golfo gestito dall'albergatore Paolo Ficalora, il quale era inconsapevole dell'identità del suo ospite ma venne lo stesso assassinato per ritorsione dai Corleonesi il 28 settembre 1992. Nel maggio 1989 Contorno venne infine arrestato in un villino a San Nicola l'Arena insieme al cugino Gaetano Grado dagli uomini del questore Arnaldo La Barbera che trovarono in loro possesso fucili, pistole, divise dei Carabinieri e ricetrasmittenti. La vicenda destò numerose polemiche e una serie di lettere anonime definite giornalisticamente del “Corvo” accusarono i giudici Giovanni Falcone e Giuseppe Ayala, il Capo della Polizia di Stato Vincenzo Parisi e importanti investigatori come Gianni De Gennaro e Antonio Manganelli di avere "pilotato" il ritorno di Contorno in Sicilia al fine di sterminare i Corleonesi, storici nemici della sua famiglia: infatti si mise in diretta correlazione il rientro di Contorno con una serie di omicidi che effettivamente si erano registrati tra Bagheria e Casteldaccia proprio in quei mesi ai danni di persone legate alle cosche dei corleonesi. Contorno venne incarcerato e processato per detenzione illegale di armi ma venne assolto e ottenne la libertà provvisoria nel 1990. Intanto continuava lo sterminio dei suoi parenti: nel gennaio 1989, a Brancaccio, era stato ucciso un suo cognato, Sebastiano Lombardo, mentre in luglio furono ammazzati a colpi di lupara e pistola due cugini della moglie di Contorno, Giorgio e Salvatore Mandalà, e nel 1991 venne assassinato anche Gaetano Mandalà, figlio di Giorgio. In tali omicidi risultò coinvolto Gaspare Spatuzza poiché Contorno era accusato di aver ucciso Michele Graviano (padre dei fratelli Benedetto, Giuseppe e Filippo Graviano, boss di Brancaccio) e il fratello maggiore dello stesso Spatuzza.
Nell'aprile del 1994 Contorno scampò a un altro attentato dei nemici corleonesi organizzato dal boss di Cosa nostra Matteo Messina Denaro che, vicino alla sua villa di Formello, nella campagna romana, fece nascondere da Pietro Carra, Pietro Romeo e Pasquale Di Filippo (uomini di Leoluca Bagarella) settanta chili di esplosivo in un canale di scolo adiacente alla strada dove Contorno doveva passare; l'ordigno venne però scoperto dalle forze dell'ordine avvertiti dalla telefonata di un cittadino insospettito da alcuni movimenti strani nella zona.
Nel mese di gennaio del 1997 Contorno viene nuovamente arrestato per alcuni episodi di spaccio di sostanze stupefacenti avvenuti sette anni prima a Roma e condannato a sei anni. Per questi motivi, gli venne revocato il programma di protezione.
Nel 2004 viene ancora una volta arrestato per estorsione.

## Nella cultura di massa

### Cinema
- Giovanni Falcone (1993), regia di Giuseppe Ferrara, interpretato da Nino D'Agata.
- Il traditore (2019), regia di Marco Bellocchio, interpretato da Luigi Lo Cascio.